# オーバー・ザ・ブルースカイ
『オーバー・ザ・ブルースカイ』（The Broken Circle Breakdown）は、フェリックス・ヴァン・フルーニンゲン監督による2012年のベルギーのドラマ映画である。
第86回アカデミー賞外国語映画賞にはベルギー代表として出品され、ノミネートを果たした。

## キャスト
- フィーラ・バーテンス（英語版）
- ヨハン・ヘルデンベルグ（英語版）
- ヘールト・ヴァン・ランペルベルフ（オランダ語版）
- ネル・カトリッセ

## 製作
撮影は2011年7月18日から9月8日までベルギーで行われた。

## 受賞とノミネート
| 受賞歴                         | 受賞歴       | 受賞歴                                               | 受賞歴     | 受賞歴 |
| 賞                             | 部門         | 対象                                                 | 結果       |        |
| ------------------------------ | ------------ | ---------------------------------------------------- | ---------- | ------ |
| アカデミー賞                   | 外国語映画賞 | 『オーバー・ザ・ブルースカイ』                       | ノミネート |        |
| セザール賞                     | 外国語映画賞 | 『オーバー・ザ・ブルースカイ』                       | 受賞       |        |
| デンバー映画批評家協会賞       | 外国語映画賞 | 『オーバー・ザ・ブルースカイ』                       | ノミネート |        |
| ヨーロッパ映画賞               | 作品賞       | 『オーバー・ザ・ブルースカイ』                       | ノミネート |        |
| ヨーロッパ映画賞               | 監督賞       | フェリックス・ヴァン・フルーニンゲン                 | ノミネート |        |
| ヨーロッパ映画賞               | 主演女優賞   | フィーラ・バーテンス                                 | 受賞       |        |
| ヨーロッパ映画賞               | 主演男優賞   | ヨハン・ヘルデンベルグ                               | ノミネート |        |
| ヨーロッパ映画賞               | 脚本賞       | フェリックス・ヴァン・フルーニンゲン、カール・ヨース | ノミネート |        |
| ヨーロッパ映画賞               | 観客賞       | 『オーバー・ザ・ブルースカイ』                       | ノミネート |        |
| サテライト賞                   | 外国語映画賞 | 『オーバー・ザ・ブルースカイ』                       | 受賞       |        |
| ワシントンD.C.映画批評家協会賞 | 外国語映画賞 | 『オーバー・ザ・ブルースカイ』                       | 受賞       |        |